# Мутницьке сільське поселення
Му́тницьке сільське поселення (рос. Мутницкое сельское поселение) — муніципальне утворення у складі Прилузького району Республіки Комі, Росія. Адміністративний центр — село Мутниця.

## Населення
Населення — 508 осіб (2017, 644 у 2010, 863 у 2002, 855 у 1989).

## Склад
До складу поселення входять такі населені пункти:
| Населений пункт     | Населення, осіб (1989) | Населення, осіб (2002) | Населення, осіб (2010) |
| ------------------- | ---------------------- | ---------------------- | ---------------------- |
| Архиповка, присілок | 10                     | 171                    | 102                    |
| Гуляшор, селище     | 512                    | 417                    | 308                    |
| Мутниця, село       | 315                    | 263                    | 229                    |
| Ручпоз'я, присілок  | 18                     | 12                     | 5                      |